# Natuurinclusief bouwen

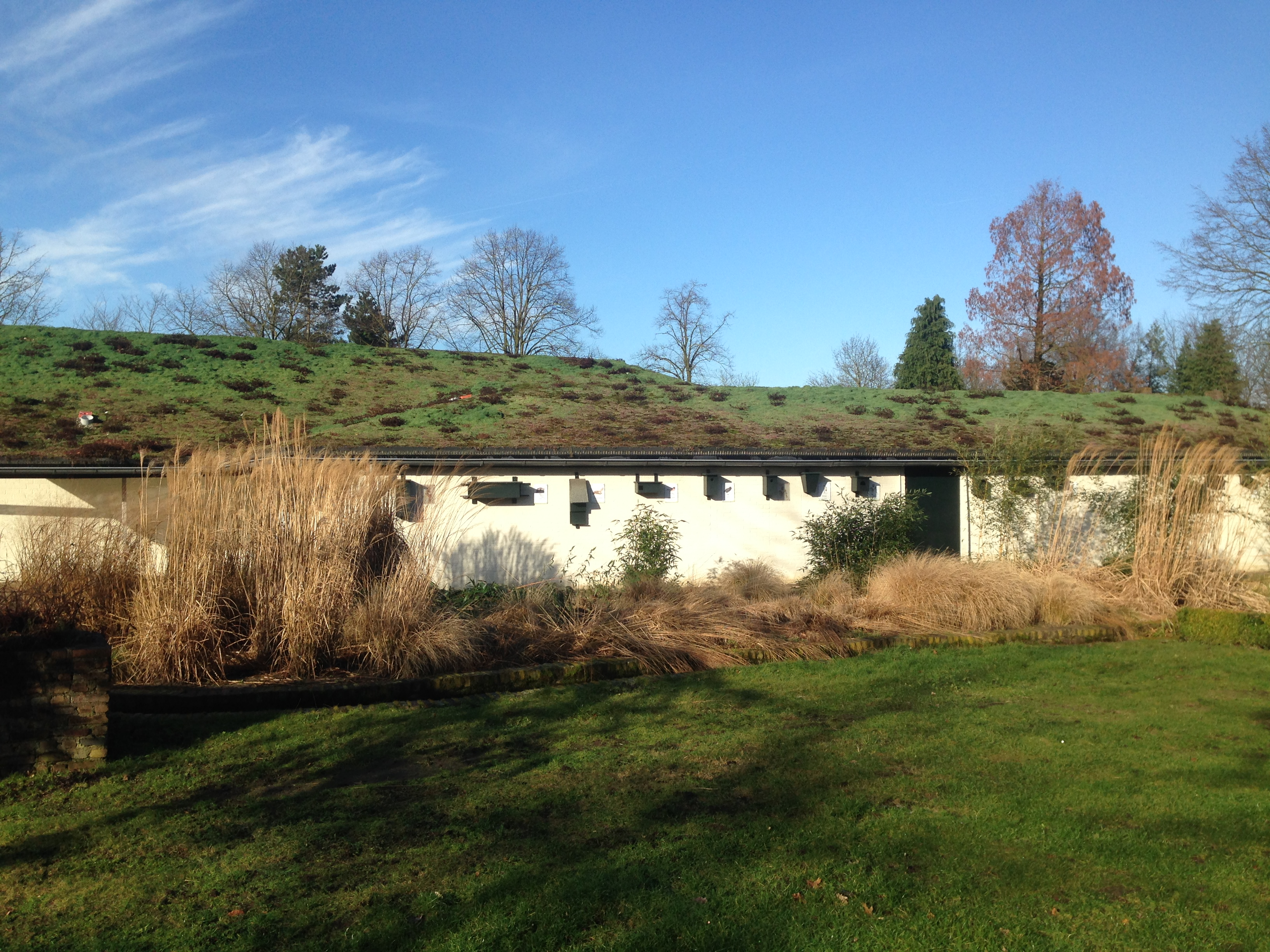
Het gebouw van Museum Klok en Peel met een groen dak en nestkasten

Bosco Verticale, Milaan

Natuurinclusief bouwen is een vorm van duurzaam bouwen waarbij zodanig gebouwd en ingericht wordt dat een bouwwerk bijdraagt aan de lokale biodiversiteit en natuurwaarden. Het meest opvallende is het gebruik van planten voor de gevel, het dak en ook wel het interieur zodat ook de term groene architectuur voorkomt.
Natuurinclusief bouwen draagt ook bij aan de kwaliteit van de leefomgeving waaronder de gezondheid van bewoners, bevordering van sociale contacten, bevordering van toerisme, het reguleren van de temperatuur in een stad en vermindering van de luchtvervuiling in de stad.
Maatregelen voor vogels zijn opgenomen in de gedragscode om oude woningen te renoveren tot nulwoningen omdat bij renovatie vaak natuurlijke beschutting in daken voor vogels verdwijnt.

## Maatregelen
Voorbeelden van maatregelen zijn:
- groene gevel
- groen dak
- Ingemetselde nestkasten voor vleermuizen en vogels
- insectenmuur
- afkoppelen van regenwater met waterdoorlatende bestrating, wadi en infiltratiekratten
- verduistering van lichtbronnen voor nachtdieren
- vogel-, vlinder- en bijvriendelijke bloemen en struiken
- pocketparks en voorzieningen voor natuurlijk spelen

## Gebouwen
Een van de eerste gebouwen die het principe van natuurinclusief bouwen omarmde, is het het cultuurhuis in de Japanse stad Fukuoka. Het gebouw - ACROS geheten - gaat bijna naadloos over in een stadspark. Binnen Nederland is het onder meer toegepast bij de Haagse Passage en de Eindhovense Trudo Toren.

## Galerij

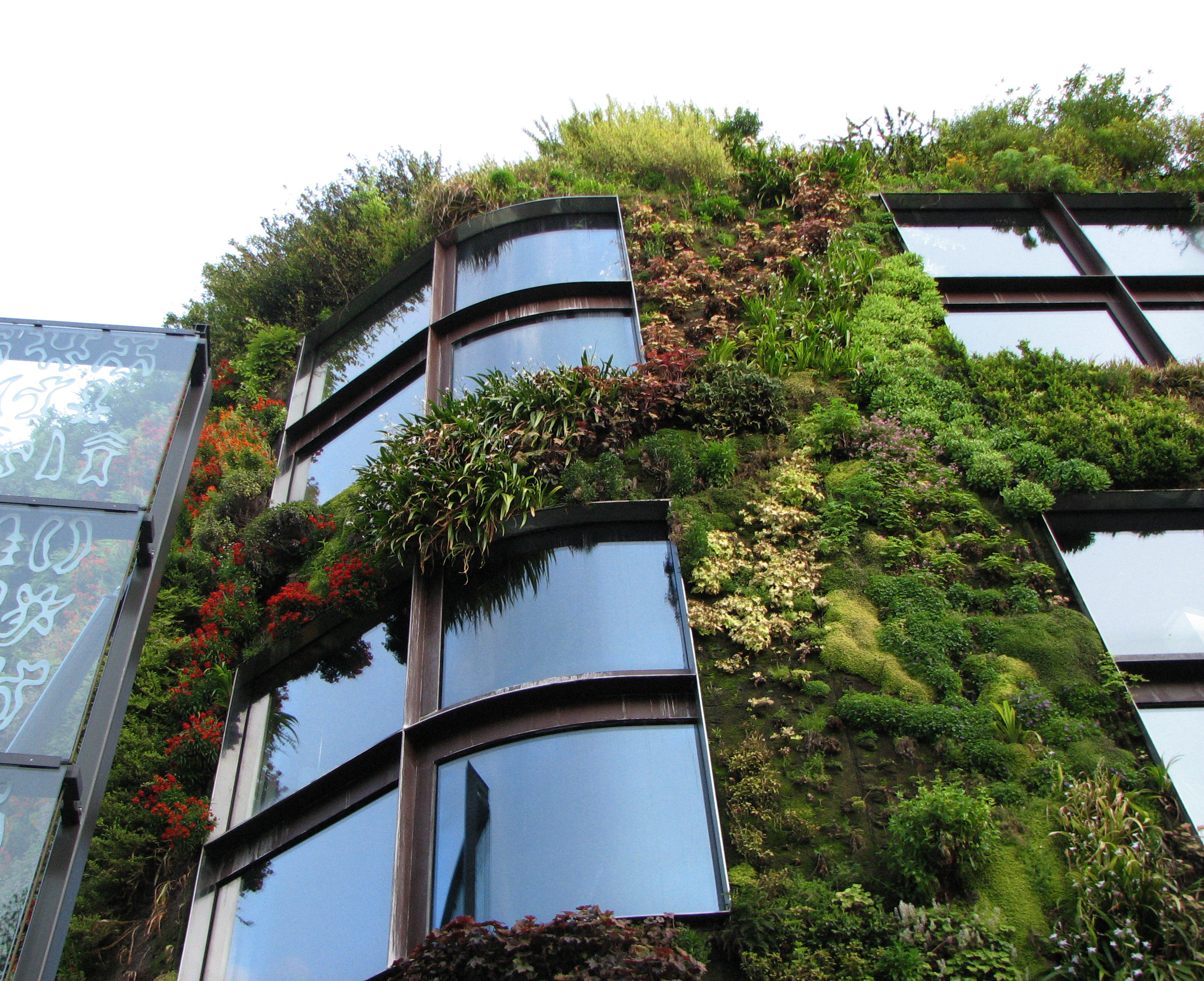
Musée du quai Branly, Parijs
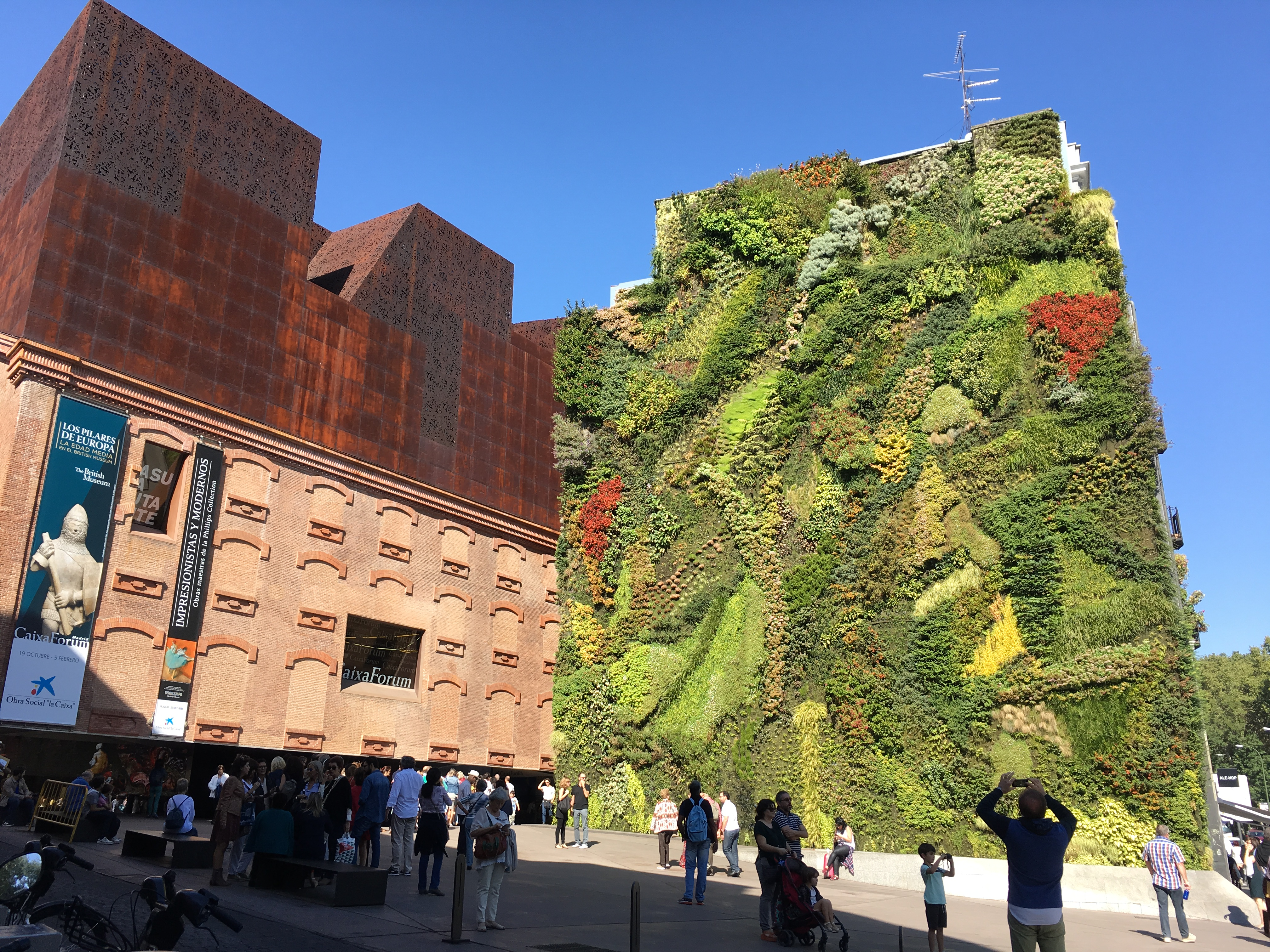
CaixaForum, Madrid
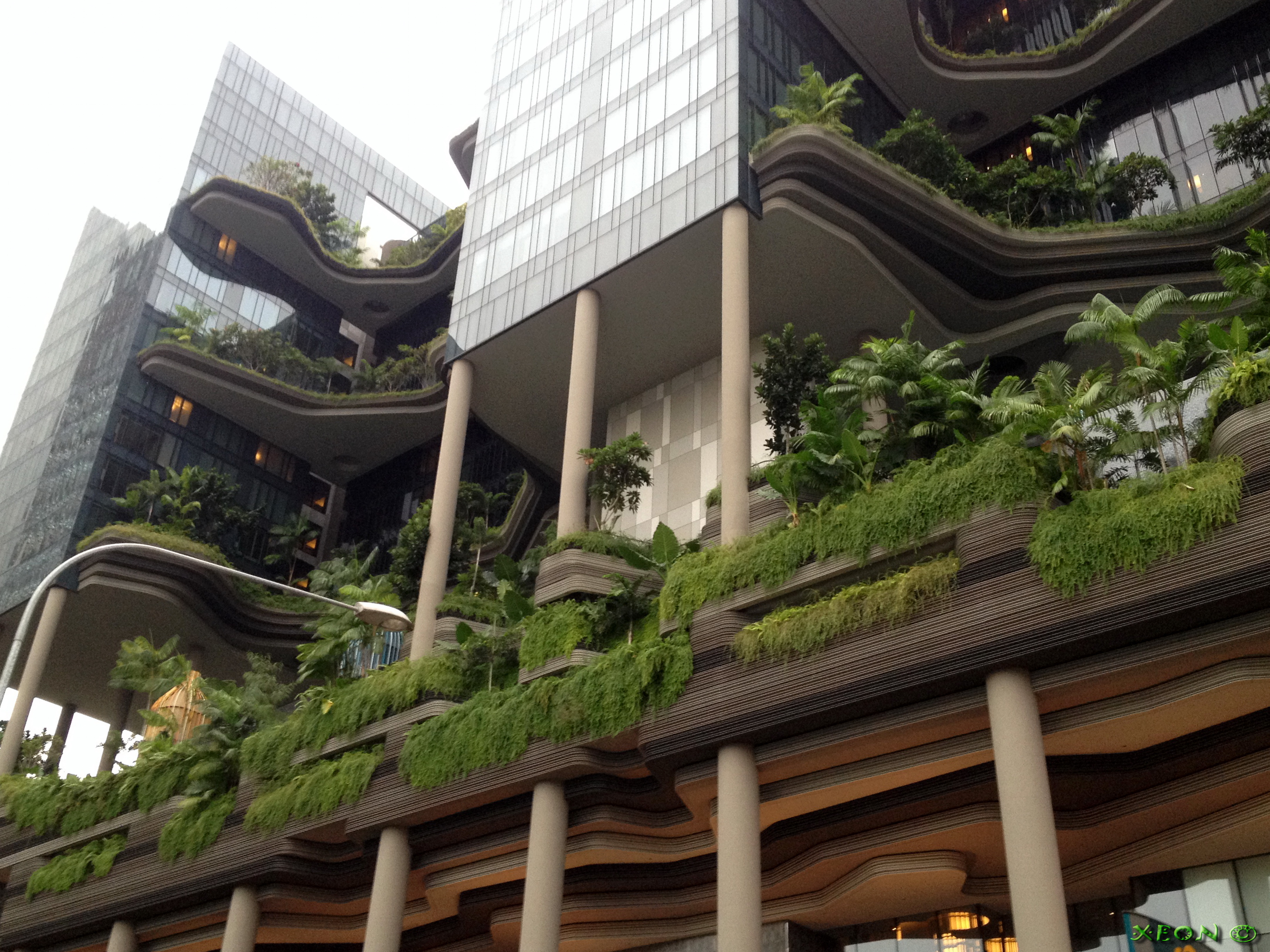
Pickering hotel (door WOHA), Singapore
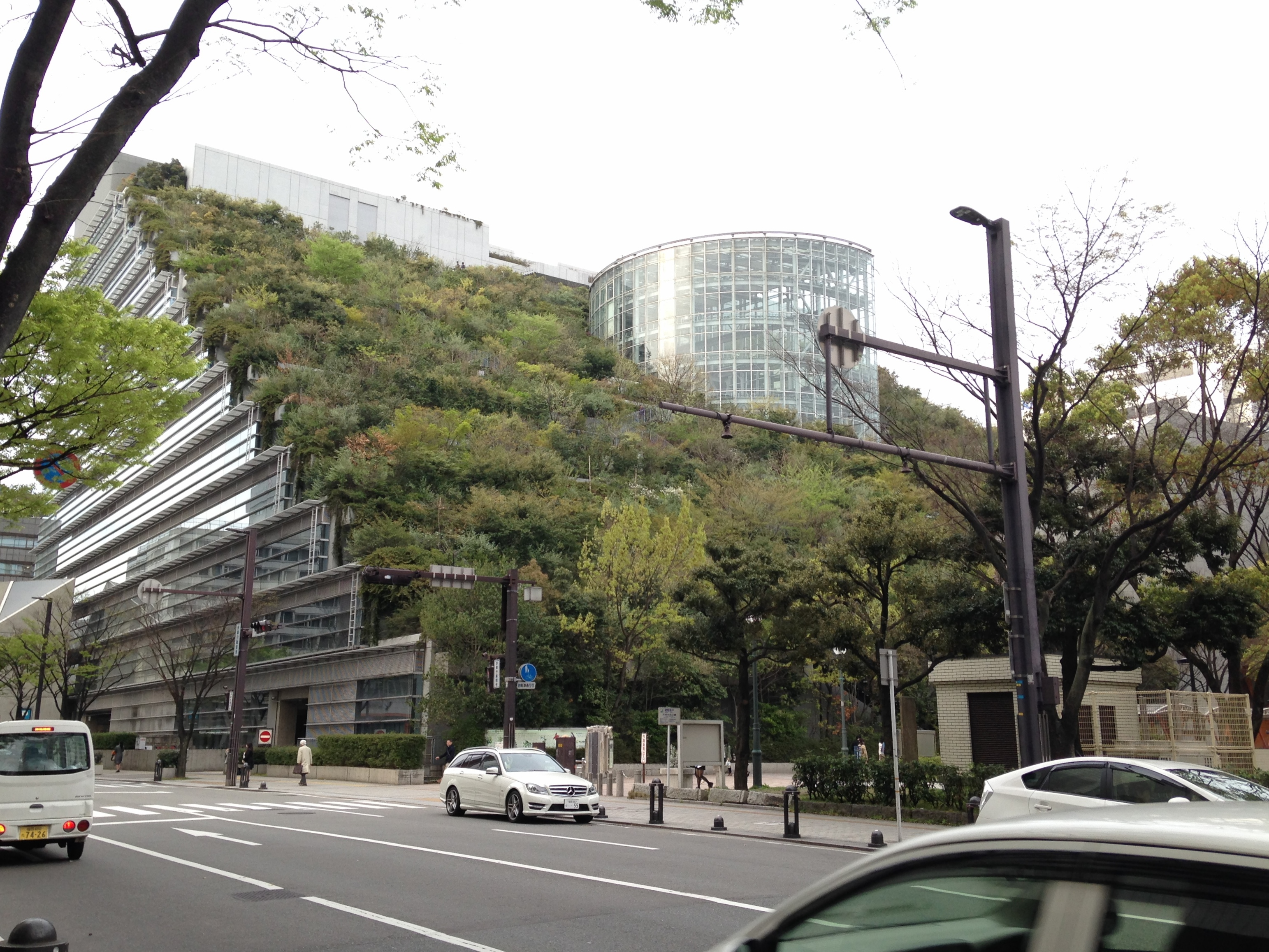
ACROS Fukuoka, Fukuoka
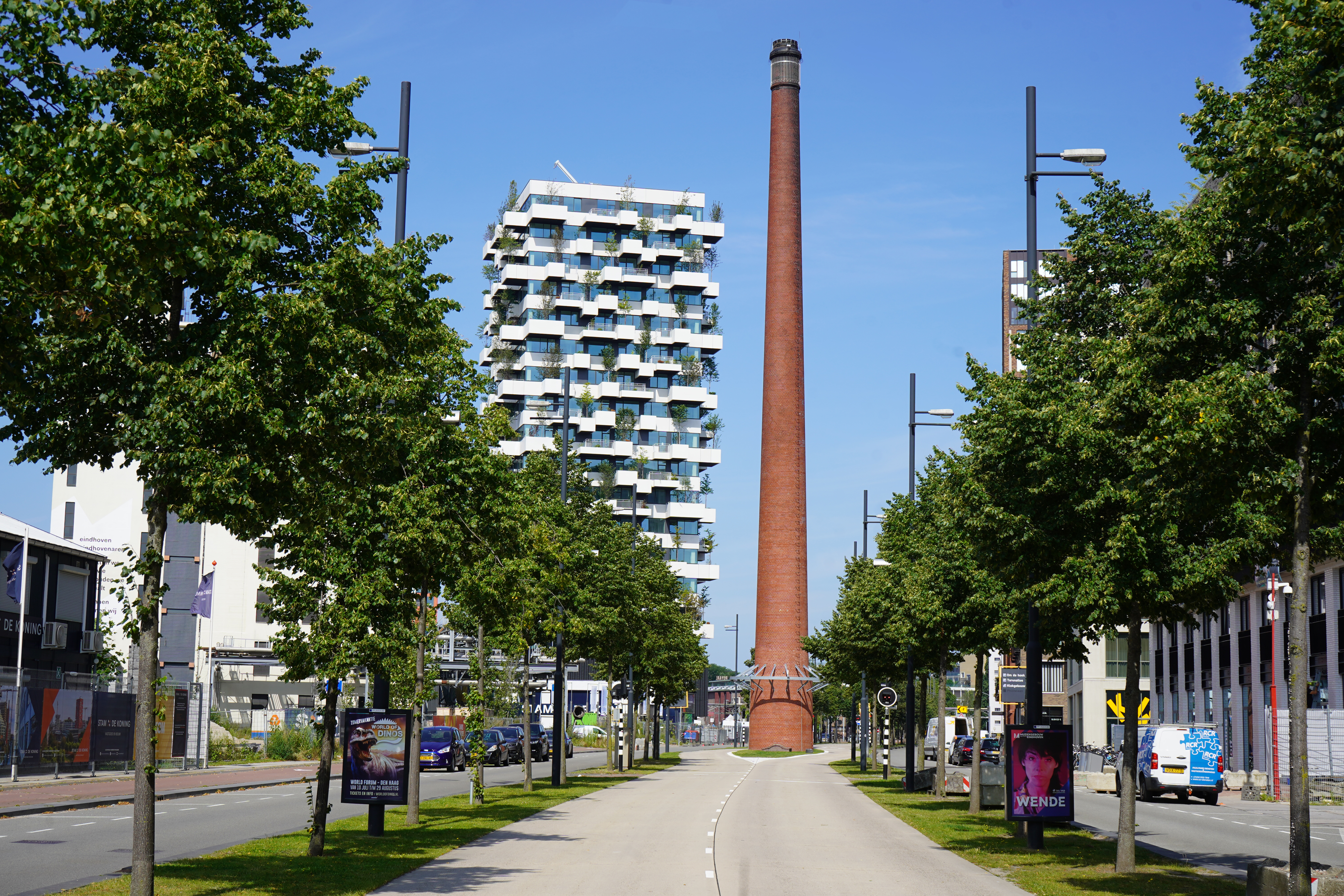
Trudo Toren, Eindhoven
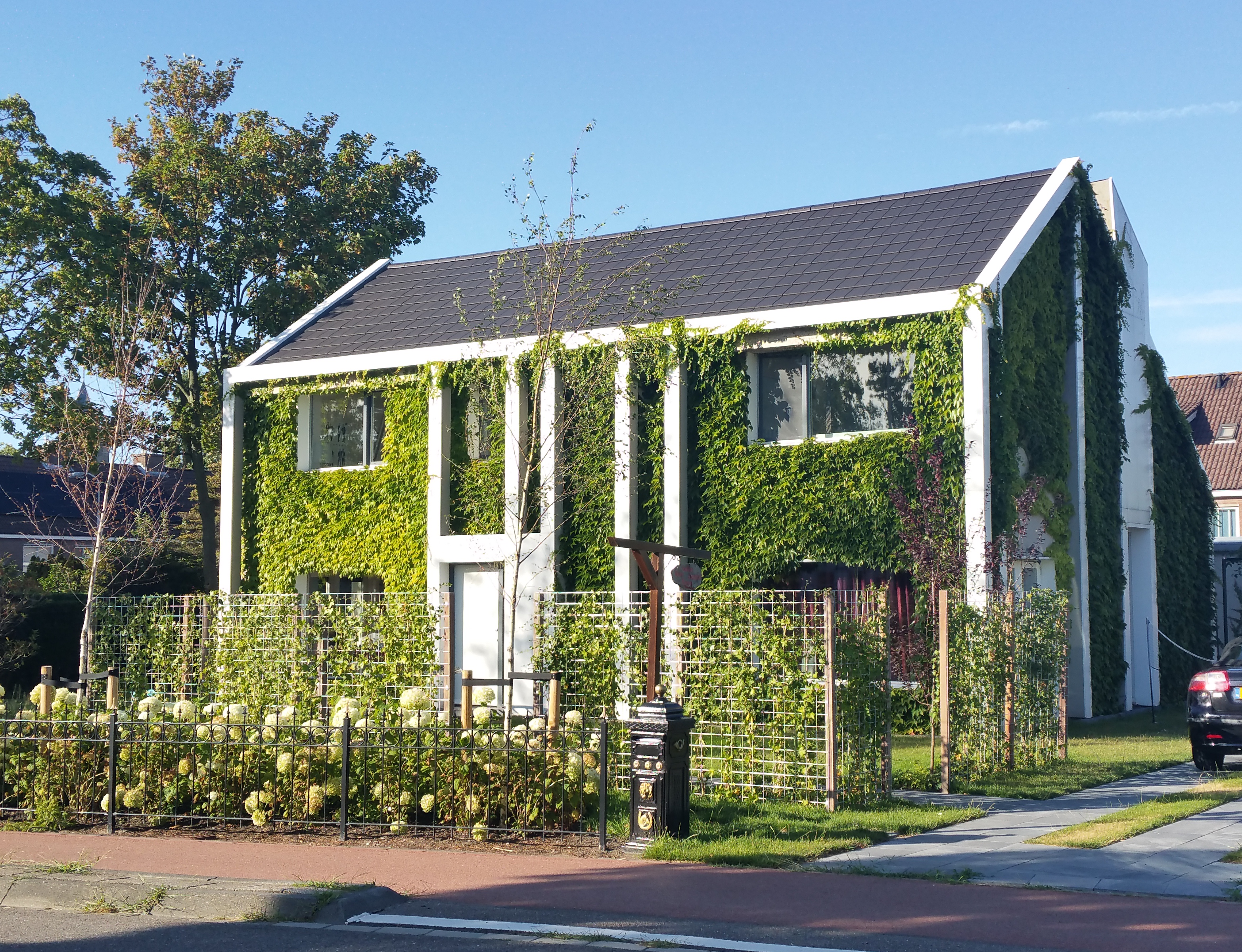
Huis in Nootdorp